# 霧の森大福
霧の森大福（きりのもりだいふく）は、愛媛県四国中央市新宮町の観光スポット「道の駅霧の森」内にある菓子工房で製造販売されている和菓子。

## 概要

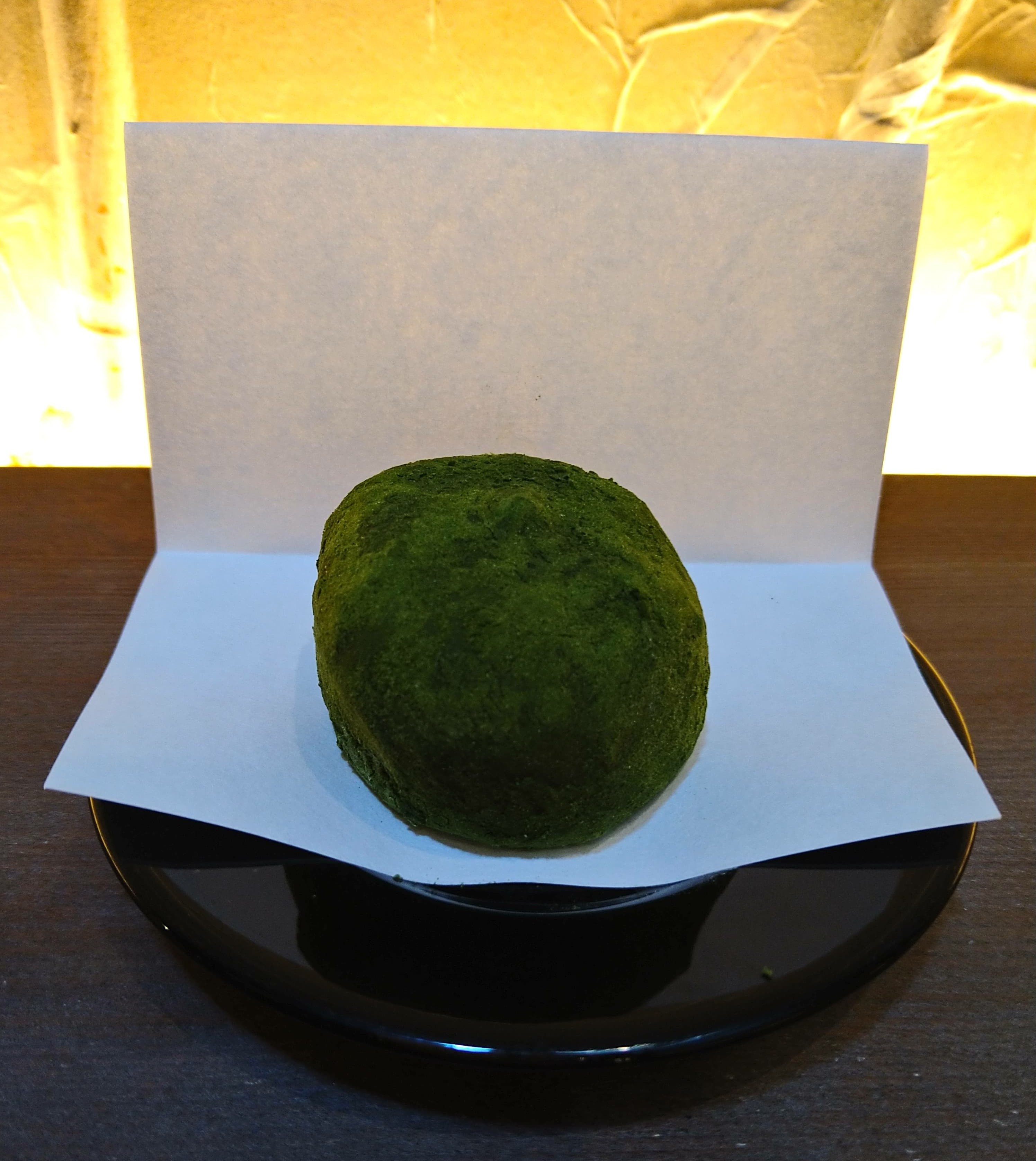
霧の森大福

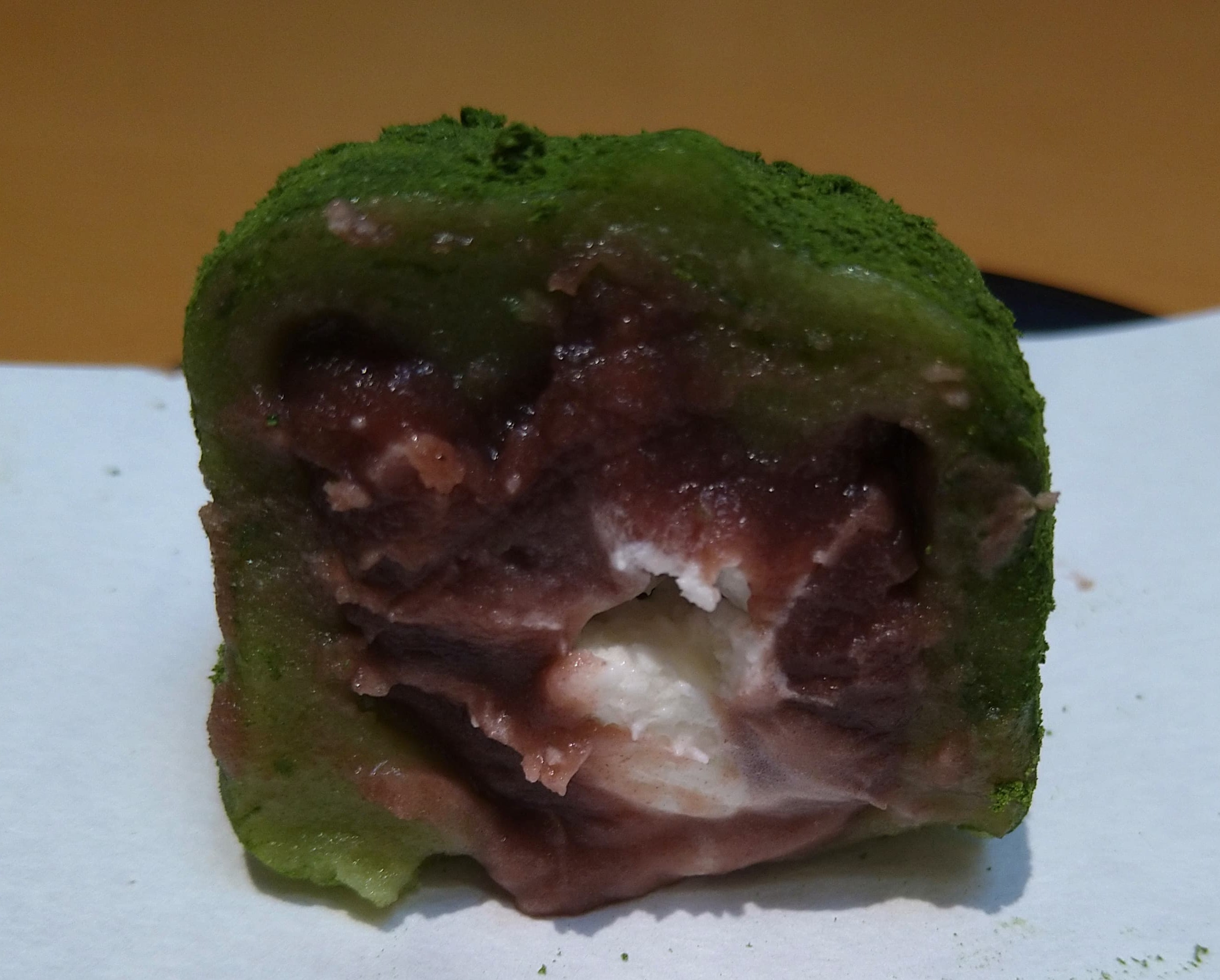
霧の森大福

中心に生クリーム、そのまわりにこしあん、そしてそれらを抹茶を練り込んだ餅でくるみ、抹茶をまぶす四重構造になっている。クリームとこしあんの甘味、抹茶の苦味のバランスをとる。
この大福に使用される抹茶は、収穫前に黒い布を被せて日光を遮る「かぶせ抹茶」という栽培法により苦みを抑えている。また、完全無農薬有機農法の新宮茶を使用するなど、品質にもこだわりを持っていて、1つ1つ丁寧に作られている。その為、大量生産に向かない。
現地の「霧の森茶フェ・ゆるり」でなら、雰囲気のある茶房で１個から食べることができる。持ち帰りの場合は、同建物からの続き棟の菓子工房で箱入りを売っている。

## テレビ番組での紹介
多くのテレビ番組でも取り上げられ、2004年10月26日放送の「『ぷっ』すま」で紹介されてから20時間ほどの間に、それまでの通常期の半年分に匹敵する5,000箱の注文が入り、また2004年11月6日放送の「あさパラ!」で紹介された後も、僅か30分の間に2,000箱が完売した。
この頃から、ネット通販は不定期になり、年に数回だけ実施されるようになった。

## その他
- ネット通販競争率は人気があり、100倍以上のこともある。現地の菓子工房でも1人3箱までという販売制限を行っているにもかかわらず、午前中に完売になることがある。